# Allex
Allex är en kommun i departementet Drôme i regionen Auvergne-Rhône-Alpes i sydöstra Frankrike. Kommunen ligger i kantonen Crest-Nord som tillhör arrondissementet Die. År 2022 hade Allex 2 633 invånare.

## Befolkningsutveckling
Antalet invånare i kommunen Allex
Referens:INSEE